# 阿比盖尔·约翰逊 (演员)
阿比盖尔·约翰逊（Abigaile Johnson，1989年11月11日出生于捷克）是捷克前色情女演员。

## 生平
阿比盖尔·约翰逊在2008年满18岁不久后开始涉足成人影片行业，主要参与硬核题材的影片。 阿比盖尔为多家欧洲成人电影制片厂商工作，主要是在捷克、匈牙利和法国，也有部分美国厂商。
2013年，她结束了作为女演员的职业生涯，截至那时共参与了82部电影。之后她的工作是脱衣舞娘和色情模特。